# خارماهی سرخ
خارماهی سرخ (نام علمی: Sciaenops ocellatus) نام یک گونه از تیره شوریده‌ماهیان است.